# Maciej Bielski
Maciej Bielski herbu Rawicz – wojski większy sieradzki w latach 1635–1665, pisarz grodzki sieradzki w latach 1635-1658, komornik graniczny sieradzki w 1632 roku.
Deputat województwa sieradzkiego na Trybunał Główny Koronny w 1636/1637 1644/1645 roku.
Jako poseł  województwa sieradzkiego na sejm elekcyjny 1632 roku wszedł w skład komisji korektury prawa koronnego. Był elektorem Władysława IV Wazy z województwa sieradzkiego w 1632 roku.